# Dossier des ouvrages exécutés
Pour les articles homonymes, voir DOE.
Le dossier des ouvrages exécutés, ou DOE, est un document contractuel de la construction immobilière en France.

## Contenu des DOE de la responsabilité de lamaîtrise d'ouvrage

### Le dossier de suivi de l’opération (DSO)
Le dossier de suivi de l'opération d’infrastructure permet de comprendre rapidement le projet. 
Il contient :
- Une présentation sommaire de l’opération et du projet technique
- Une présentation des fonctionnalités de l'ouvrage, de ses contraintes principales et de la consistance des travaux
- Le rappel des principales modifications techniques et fonctionnelles du marché intervenues lors de la phase "construction". (extraits des comptes rendus de chantier qui mentionnent les modifications ou incidents intervenus en cours de travaux)
- Le rapport final du contrôleur technique

### Les diagnostics et sondages préliminaires à une opération d'infrastructure (à intégrer ultérieurement dans le DCO/6)
Ce dossier comprend l'ensemble des diagnostics et sondages préalables réalisés en amont de l’opération d’infrastructure de la responsabilité de la maîtrise d'ouvrage.
Il regroupe notamment :
- Les diagnostics techniques immobiliers avant travaux
- Les Études géotechniques
- Les levés topographiques

Le dossier intègre en complément l’ensemble des documents de la responsabilité du maître d’ouvrage telle que l’étude de faisabilité relative aux approvisionnements en énergie ou le calcul de coût global.
Les documents portent clairement une mention et une date permettant d'identifier leur ancienneté.

### Essais de fonctionnement de l'ouvrage (à intégrer ultérieurement dans le DFO/2)
Ce document rassemblera les procès-verbaux de tous les essais et contrôles réalisés sur les ouvrages qui ne sont pas de la responsabilité de l'exécutant des travaux :
- installation, fonctionnement, plan qualité
- contrôles règlementaires initiaux
- diagnostic de performance énergétique

## Contenu des DOE de la responsabilité de l'exécutant des travaux

### Dossier de Construction de l'Ouvrage (DCO)

#### DCO/1:Plans conformes à l'exécution
Ces plans à fournir par l'exécutant des travaux doivent être les documents de derniers indices permettant la construction de l’ouvrage. Ils doivent être conformes aux exigences du CCAG/Travaux (Article 29).
La liste minimale des plans exigés est définie comme suit :

##### Plans dugros œuvreet dugénie civil
- Fondations
- Structure (coffrage et ferraillage)
- Pour les bâtiments :
  - Charpente
  - Plan de chaque niveau précisant la nature des planchers et les charges admissibles

##### Plans desréseauxintérieurs
Concernant la totalité des réseaux, et présentés sur fond de plan d'architecte, ils préciseront :
- Le cheminement des réseaux
- La nature et caractéristiques dimensionnelles des réseaux (dimensions, matériaux, calorifuges…)
- L’implantation des équipements et ouvrages de production, raccordements sur réseaux extérieurs, organes d’isolement…

#### DCO/2: Plans d’atlas
Le plan d’atlas est un document transversal relatif à un ouvrage de génil civil ou un bâtiment, établi dans un format facilement reproductible (A4 ou A3).

##### Plans de bâtiments
Il s'agit du plan d'architecte conforme à exécution et complété de données permettant la gestion patrimoniale du bien (surfaces, utilisation des locaux, numérotation) :
- les vues en plans de chaque niveau y compris les sous-sols et les vides sanitaires,
- les élévations de toutes les façades et pignons,
- les coupes du bâtiment (au moins une coupe transversale et une coupe longitudinale),
- les toitures terrasse

##### Ouvrages de génie civil
Les plans d’atlas des ouvrages de génie civil apporte une vue descriptive des éléments constitutifs de l’ouvrage. Ils comprennent :
- Une vue isométrique générale de l'ouvrage
- Une vue en plan générale de l'ouvrage
- Un plan d'implantation par rapport aux ouvrages environnants.
- Un plan indiquant les surcharges admissibles (quais, bajoyers, tablier de pont...)

#### DCO/4:Nomenclature des équipements
Le tableau de nomenclature doit permettre d'inventorier tous les équipements importants de l'ouvrage afin de disposer d'informations probantes pour toutes les opérations de maintenance et de contrôles.
Cette nomenclature doit notamment comporter les éléments suivants :
- Désignation de l'équipement
- Localisation
- Marque
- Référence
- Constructeur
- Caractéristiques principales (puissance, débit...)

#### DCO/5: Dossier de sécurité incendie
Ce dossier comprend :
- Une fiche où figurera tout matériau mis en œuvre devant répondre à des exigences particulières en matière de sécurité incendie. Cette fiche se présentera sous la forme d'un tableau où figureront les renseignements suivants :
  - Nom du Matériau
  - Local concerné
  - Partie du local concernée
  - Référence du PV de conformité
  - Degré Coupe Feu
- La liste des équipements spécifiques mis en œuvre pour satisfaire aux impératifs de sécurité incendie (porte-coupe-feu par exemple) avec référence et localisation dans l'ensemble immobilier
- L'ensemble des PV de conformité des matériaux mis en place
- Chaque entrepreneur devant se conformer à des exigences en matière de sécurité incendie remplira une fiche de ce type.

### Dossier de Fonctionnement de l'Ouvrage (DFO)

#### DFO/2: Essais de fonctionnement
Ce document rassemble les procès-verbaux de tous les essais et contrôles réalisés sur les ouvrages.
Le dossier des essais comprend une première page indiquant les ouvrages ayant fait l'objet des essais.
Chaque essai devra comporter les informations suivantes :
- référence aux plans nécessaires au repérage des parties d'ouvrage concernées
- référence au mode opératoire utilisé (DTU, NF, CCTG,...) avec indication des articles des textes de référence
- indication de chaque essai et vérification effectués ; les résultats seront consignés en faisant apparaître tous les paramètres mesurés et les états de situation contrôlés. En regard seront portés les valeurs et résultats spécifiés par les documents généraux ou particuliers du marché
- chaque P.V. sera daté et mentionnera les noms et visas des personnes ayant participé aux épreuves, ainsi que le nom des organismes de contrôle éventuels

#### DFO/3: Notices de fonctionnement
Ces notices devront permettre aux services utilisateurs et chargés de la maintenance des installations de connaître leur fonctionnement général, et la conduite à tenir dans les diverses situations normales ou anormales pouvant intervenir.

##### Dispositions standards
Le prestataire fournira la notice de fonctionnement « constructeur » conforme à la référence de l’équipement installé.
Il veillera à ce que le contenu de chaque notice soit conforme aux attentes exprimées au paragraphe IV.
En l’absence de notice « constructeur » adéquate, il veillera à rédiger le document attendu.

##### Contenu de la notice attendu
Chaque notice sera décomposée comme suit, chaque libellé de chapitre figurant en tête d'une nouvelle page : 
- chapitre 1 : fonctionnement général de l'installation
  - présentation de l'objectif général de l'installation
  - localisation dans l'ensemble immobilier (numéro  du  local  correspondant  aux numéros figurant sur les plans d'atlas)
  - principe général de fonctionnement
- chapitre 2 : procédures de mise en route ordinaire
  - repérage des organes de commande concernés
  - liste   chronologique   détaillée   des   manœuvres   à  effectuer   avec   contrôles intermédiaires éventuels
- chapitre 3 : procédures d'arrêt ordinaire
  - idem chapitre 2.
- chapitre 4 : réglages et commandes
  - liste des réglages et commandes à disposition de l'utilisateur, et description détaillée de chacun d'entre eux (idem chapitre 2)
  - liste des manœuvres interdites à l'utilisateur (manœuvres totalement proscrites ou du ressort du service technique chargé de la maintenance).
- chapitre 5 : contrôles de bon fonctionnement
  - description détaillée des observations et manœuvres permettant au service utilisateur de s'assurer sans technicité particulière du bon fonctionnement général de l'installation et de ses différents organes (y compris essais des dispositifs éventuels de signalisation de défauts).
- chapitre 6 : fonctionnement anormal, pannes
  - liste complète des pannes et modes de fonctionnement anormaux pouvant intervenir pour chacun d’entre eux :
  - observations permettant de diagnostiquer le type de dysfonctionnement (alarme, arrêt, surchauffe,...)
  - conduite à tenir par l'utilisateur, supposé sans technicité particulière : procédure de remise en fonctionnement normal, ou procédure d'attente précisant les intervenants à contacter (service chargé de la maintenance dans le cas général), les conséquences liées à la panne (pour l'installation elle-même, et pour la fonction qu'elle exerce), et l'urgence de l'intervention en regard de ces conséquences.
- annexe : documents de référence
  - Notices techniques nécessaires
  - autres schémas et documents graphiques particuliers éventuellement nécessaires

### Dossier de Maintenance de l'Ouvrage (DMO)

#### DMO/1: Notices et gammes de maintenance
Ces notices ont pour but de donner tous les renseignements techniques nécessaires pour assurer les maintenances préventive et corrective.

##### Dispositions standards
Le prestataire fournira la notice de maintenance « constructeur » conforme à la référence de l’équipement installé.
Il veillera à ce que le contenu de chaque notice soit conforme aux attentes exprimées au paragraphe 4.
En l’absence de notice « constructeur » adéquate, il veillera à rédiger le document attendu.

##### Contenu attendu des notices de maintenance

###### Généralités
Il sera établi une notice par équipement. Les différentes notices seront clairement séparées afin d'être rapidement identifiables.
Chaque notice comportera tout ou partie des éléments suivants :
- Une page de garde où figurera en particulier le nom de l'équipement concerné et la référence constructeur
- Les schémas de l’installation (par exemple les schémas électriques...)
- Les conditions de garantie du matériel par le fabricant et/ou l'installateur
- La gamme de maintenance présentée sous forme de tableau conformément au modèle figurant ci-dessous, où figureront les éléments suivants :
  - Nature de l'opération de maintenance (Graissage, Réglage, Remplacement de pièces...)
  - périodicité de l'intervention :
    - M: mensuelle
    - T : trimestrielle
    - S : semestrielle
    - A : annuelle
    - X : à déterminer par une annotation dans la colonne "Observations".

  - Observations et référence éventuelle à une procédure explicitée

###### Procédures particulières
En cas de mode opératoire particulier, on établira une fiche procédure où figureront les renseignements suivants :
- titre et numéro d'identification de la procédure
- description détaillée  de la procédure avec schémas (insister sur les précautions à prendre afin d'effectuer en toute sécurité l'intervention)
- fiche de démontage-remontage avec schémas
- données numériques éventuellement nécessaires à l'exécution de réglages mécaniques ou électriques : tolérances, jeux, couples de serrage, cotes à respecter...
- liste des contrôles et essais à effectuer : succession des opérations, dispositions à prendre si les performances exigées ne sont pas atteintes.

#### DMO/2: Notice complémentaire de maintenance
Le coordinateur SPS (ou le maître d'œuvre par défaut) a obligation d'établir conformément à l'article R.4532-95 du Code du travail un dossier rassemblant toutes les données de nature à faciliter la prévention des risques lors d'interventions ultérieures sur l'ouvrage, le Dossier d'Intervention Ultérieure sur l'Ouvrage (D.I.U.O.)

##### Objet de la notice complémentaire
La notice complémentaire vise à fournir les éléments complémentaires qui avec les notices de fonctionnement DFO/3 et de maintenance DMO/1 et DMO/2, permettront de constituer le DIUO.

##### Destination des exemplaires
En complément de la diffusion normale des éléments de Dossier des ouvrages exécutés, un exemplaire papier et informatique de cette notice est à fournir au coordonnateur SPS.

### Dossier de Garanties de l'Ouvrage
Il peut contenir :
- les schémas tuyauterie et instrumentation,
- les plans (électrique, pneumatique, ISO),
- le  Dossier Technique  contenant les fiches techniques des éléments présents sur l’équipement avec les références associées,
- les fiches de sécurité,
- les certificats matières, notamment dans le secteur agroalimentaire, pharmaceutique et cosmétique,
- le manuel utilisateur,
- le dossier automatisme/elec : grafcet, programme…
- la spécification fonctionnelle.

Abréviation : DOE.